# Летоя Лъкет
Летоя Никол Лъкет (на английски: LeToya Luckett) (възможен вариант е и Литоя Лъкит) е американска певица и текстописка.
Става известна с дамската арендби група „Дестинис Чайлд“. През февруари 2000 г. Лъкет и Латавия Робърсън са изключени от групата и са заменени от Мишел Уилямс и Фара Франкли.
През 2006 г. Лъкет започва солова кариера и издава дебютния си албум „LeToya“, който се представя добре в САЩ. През 2009 издава втория си студиен албум „Lady Love“.

## Дискография

### Албуми
- 2006 – LeToya
- 2009 – Lady Love
- 2017 – Until Then

### Сингли
- 2006 – Torn
- 2006 – She Don't
- 2006 – No More
- 2006 – Obvious
- 2009 – Not Anymore
- 2009 – She Ain't Got...
- 2009 – Regret
- 2010 – Good to Me
- 2014 – Don't Make Me Wait
- 2016 – Back 2 Life

|  | Тази страница частично или изцяло представлява превод на страницата LeToya Luckett в Уикипедия на немски. Оригиналният текст, както и този превод, са защитени от Лиценза „Криейтив Комънс – Признание – Споделяне на споделеното“, а за съдържание, създадено преди юни 2009 година – от Лиценза за свободна документация на ГНУ. Прегледайте историята на редакциите на оригиналната страница, както и на преводната страница, за да видите списъка на съавторите. ВАЖНО: Този шаблон се отнася единствено до авторските права върху съдържанието на статията. Добавянето му не отменя изискването да се посочват конкретни източници на твърденията, които да бъдат благонадеждни. |